# Lemovikové

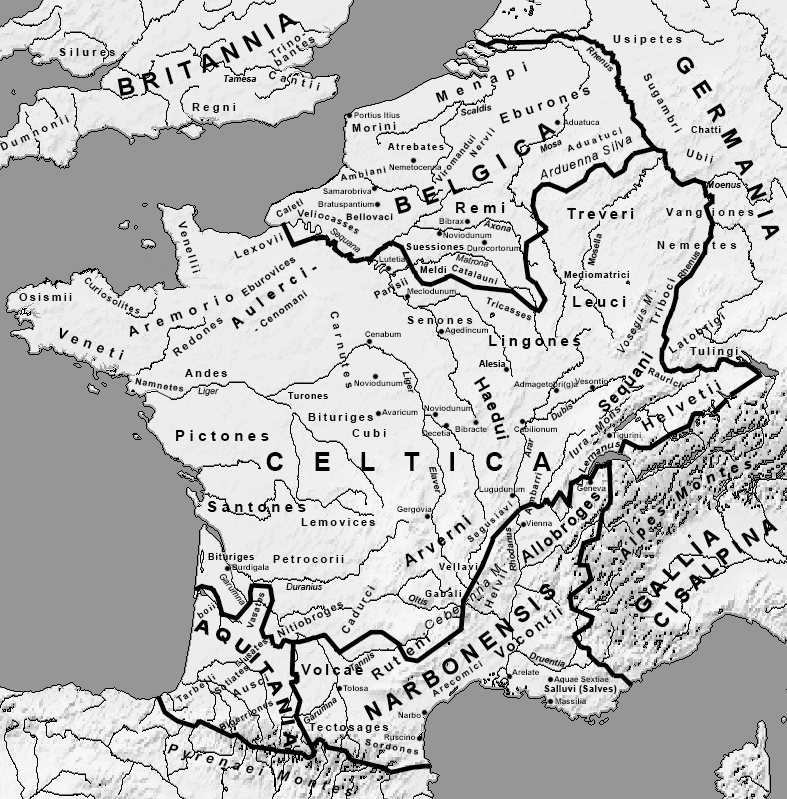
Mapa galských kmenů v pol. 1. stol. př. n. l.

Lemovikové byli keltský kmen obývající území Galie v období mladší doby železné.
Název Lēmouīcēs (řecky Λιμουικοί a latinsky Lemovices) znamená „jilmoví vítězové“ a odkazuje na jejich luky a kopí vyráběné z jilmového dřeva. Obývali střední Francii na území departementů Corrèze, Creuse, Haute-Vienne a Indre. Jejich sousedy byli Biturigové na severu a Kadurkové na jihu.
Jejich hlavním sídlem bylo oppidum Durotincum (Villejoubert) na místě moderní obce Saint-Denis-des-Murs. Dalšími známými sídly byly Acitodunum, Argentate, Blatomago, Carovicus, Cassinomagus, Excingidiacum a Uxellum.
Lemovikové se věnovali těžbě zlata a cínu a obchodovali s atlantickým pobřežím. V Tintignacu objevili archeologové v roce 2004 pozůstatky lemovické svatyně (fanum), kde byly nalezeny meče, přilby a karnyxy.
Zápisky o válce galské se zmiňují o účasti deseti tisíc lemovických válečníků v bitvě o Alesii na straně Vercingetorixe. V bitvě údajně padl jejich náčelník (vergobret) Sedullos.
Podle kmene je pojmenována oblast Limousin a město Limoges (antické Civitas Lemovicum).